# Jindeyuan
Jindeyuan of Kim Tek Ie is een Chinees-boeddhistische tempel in Jakarta, Indonesië. Op het gebied van dit tempelcomplex stond eerst de Koan Im Teng, een boeddhistische tempel gewijd aan Guanyin. Deze werd in 1650 door de Chinese kapitein Kwee Hoen gebouwd. Tussen 9 en 12 oktober 1740 werd een grote massamoord door de Nederlanders op de Chinese Indonesiërs gehouden. Hierbij werden gebouwen van Chinezen in brand gestoken en zo ook deze tempel.
In 1755 bouwde Kapitein der Chinezen, Oei Tjhie de tempel Kim Tek Ie (Jindeyuan). Vroeger hebben hier achttien boeddhistische monniken uit Minnan geleefd. Het tempelcomplex van toen bestaat nu nog steeds en heeft een totale oppervlakte van 3000 vierkante kilometers. Kim Tek Ie wordt gezien als een grote tempel (Tai Bio).
De tempel is sterk beïnvloed door het daoïsme. Zo wordt bijvoorbeeld de Chinese stadsgod Chenghuang hier vereerd.